# Schloss Schackenborg

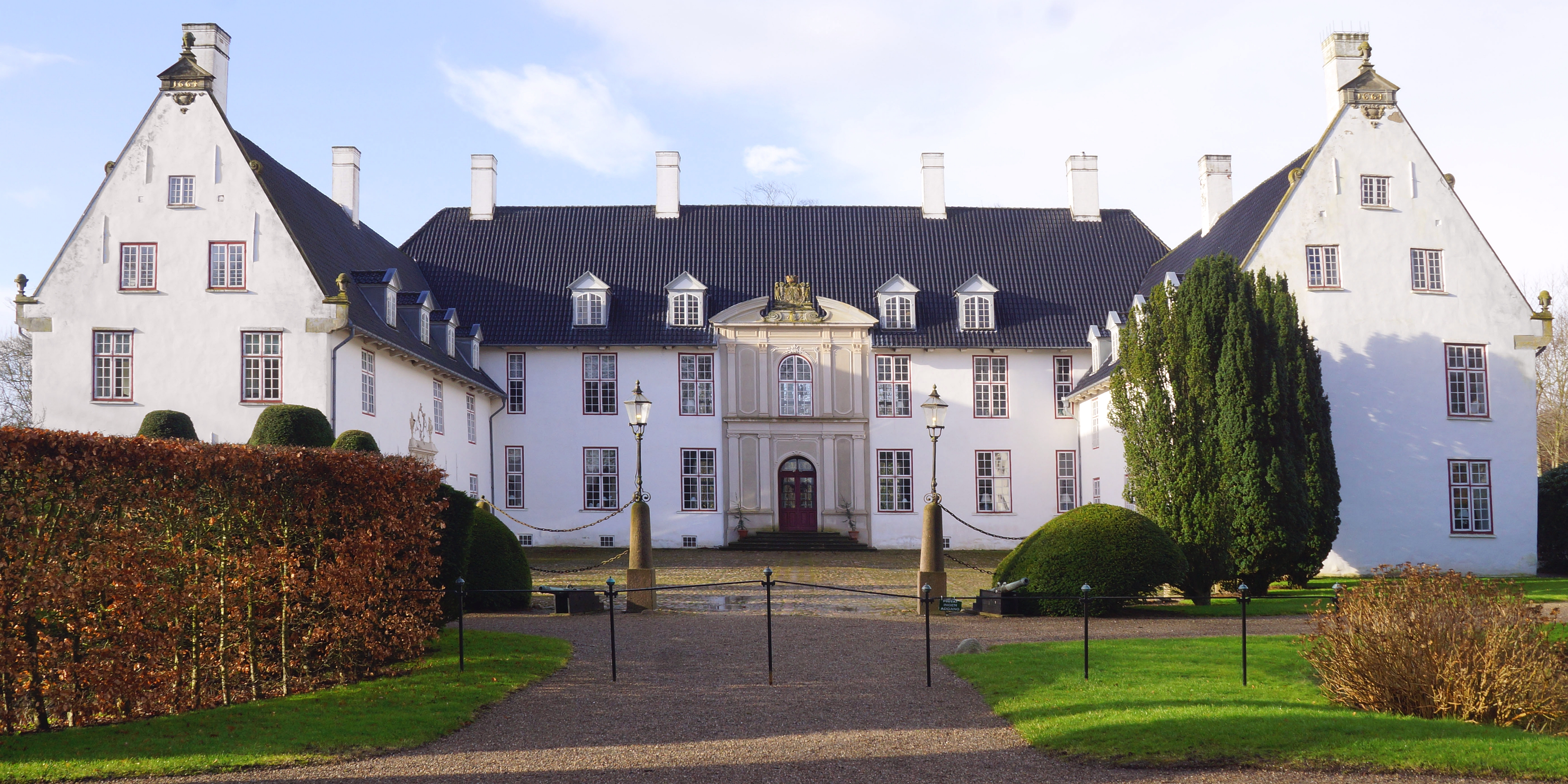
Schloss Schackenborg in der Ansicht von Osten

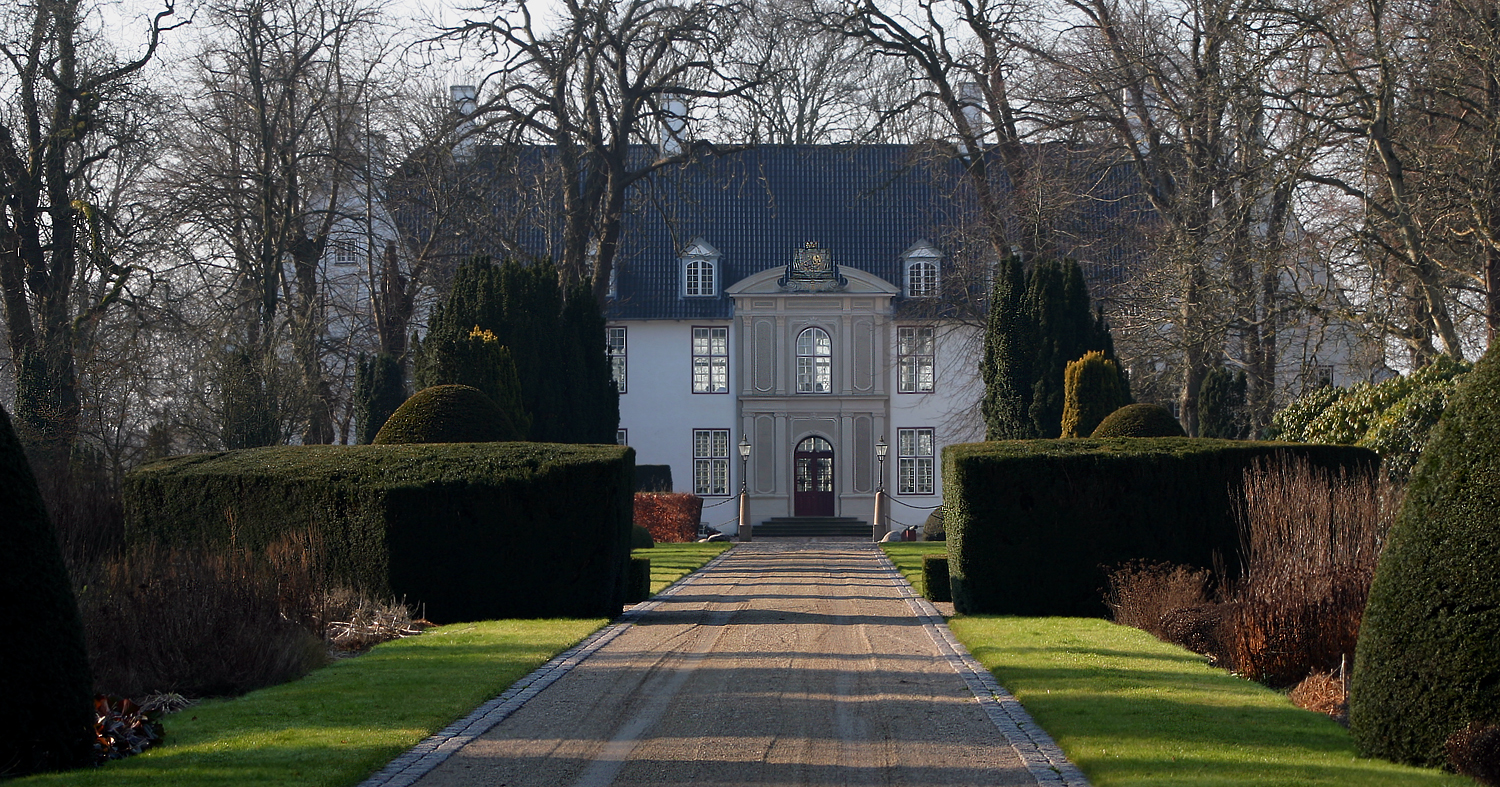
Schloss Schackenborg

Schloss Schackenborg ist ein von dem deutsch-dänischen Feldmarschall Hans von Schack angelegtes Barockschloss in Møgeltønder bei Tønder (Tondern) in Süderjütland. Das Schloss war von 1993 bis 2014 Wohnsitz von Prinz Joachim von Dänemark, der hier einen Landwirtschafts- und Forstbetrieb mit 969 Hektar betrieb.
Der Schlosspark kann zu unterschiedlichen Zeiten besichtigt werden. Zum Schloss gehört das Hotel und Restaurant Schackenborg Slotskro.

## Geschichte
Møgeltønderhus, erstmals 1233 erwähnt, war ursprünglich ein Lehen des Bischofs von Ribe. 1536 wurde es im Zuge der Reformation, wie der gesamte weltliche Besitz der Kirche, von der Krone konfisziert.
Kurz nachdem Hans von Schack das Lehen 1659 übernommen hatte, übereignete ihm König Frederik III. 1661 das Anwesen für seine Verdienste im Dänisch-Schwedischen Krieg. Die Burg war baufällig und auch nicht mehr zeitgemäß. Er riss sie größtenteils ab und baute in den Jahren 1662–1666 das Barockschloss Schackenborg.
Es handelt sich um eine dreiflügelige Anlage mit symmetrisch angelegtem Garten, ursprünglich umrahmt von großen Wirtschaftsgebäuden. Die Längsachse der Gartenanlage verbindet den Haupteingang mit dem Osttor, die Querachse verbindet Torhaus und Reitstall. Vor dem Schloss liegen sechs leichte schwedische Feldschlangen aus Bronze, Teil der reichhaltigen Kriegsbeute des Reichsfeldherrn, hier vermutlich als Salutkanonen verwendet.
Hans Schack wurde 1671 in den Grafenstand erhoben. Zehn Generationen folgten ihm. Gut und Schloss wurden vom Vater auf den Sohn vererbt, die abwechselnd Hans und Otto Didrik hießen. Um 1750 wurde das Schloss im Stil des Rokoko ausgeschmückt. Um 1770 wurden die Wirtschaftsgebäude abgerissen, einzig die rote Mauer auf der nördlichen Seite des Gartens erinnert an sie. Bei einem weiteren Umbau um 1790 erhielt das Schloss außerdem klassizistische Züge.

## Schackenborg als königliches Schloss
Da der letzte Graf von Schack in der 11. Generation keine Aussicht auf Nachkommen hatte, übertrug er 1978 den Gesamtbesitz dem dänischen Königshaus. 1993 übernahm Prinz Joachim, der zweite Sohn von Königin Margrethe II., nach einer gründlichen landwirtschaftlichen Ausbildung Schloss und Gut. Joachim lebte und arbeitete dort als Landwirt und sanierte das Schloss umfassend. Im Juli 2014 wurde bekanntgegeben, dass er und seine zweite Frau Prinzessin Marie ihren Wohnsitz nach Kopenhagen verlegen. Schloss Schackenborg wurde zum 1. Juli 2014 einer Stiftung übertragen.  Von der Liste der königlichen dänischen Schlösser wurde es gestrichen. Das Königshaus begründete die Entscheidung damit, dass Prinz Joachim und Prinzessin Marie den landwirtschaftlichen Betrieb nur schwer mit ihren offiziellen Aufgaben und Schirmherrschaften vereinbaren konnten. Als weiterer Grund wird angegeben, dass die Kinder aus Prinz Joachims erster Ehe mit Alexandra Manley in Kopenhagen leben und er in ihrer Nähe sein möchte. Gleichzeitig wurde bekannt, dass die wirtschaftliche Situation des landwirtschaftlichen Betriebes schwierig war.

## Stiftung Schackenborg
Die Stiftung Schackenborg (dänisch Schackenborg Fonds) hat das Ziel, das Schloss zu erhalten und den Park sowie gelegentlich auch das Schloss öffentlich zugänglich zu machen. Im Schloss sollen Veranstaltungen stattfinden, die kulturellen, wissenschaftlichen, sozialen und bildungsbezogenen Zwecken dienen. Zu den Stiftern gehören neben Prinz Joachim die Ecco Holding, der Bitten og Mads Clausens Fond und der Ole Kirks Fond. Die Stiftung besteht seit dem 1. Juli 2014 und hat von den Stiftern 113 Millionen Kronen erhalten. Hiervon hat Prinz Joachim 13 Millionen Kronen eingezahlt, was dem Betrag entspricht, den er 1995 zu seiner ersten Hochzeit als Geschenk von der dänischen Bevölkerung für Schloss Schackenborg erhalten hat. Joachim und Marie übernahmen die Schirmherrschaft der Stiftung.